# 若者と死 (ギュスターヴ・モロー)
『若者と死』（わかものとし、仏: Le Jeune homme et la mort, 英: The Young Man and Death）は、フランス象徴主義の画家ギュスターヴ・モローが1856年から1865年に制作した絵画である。油彩。主題は敬愛する画家テオドール・シャセリオーの死の寓意である。1865のサロンに『イアソン』（Jason）とともに出品された。現在はマサチューセッツ州ケンブリッジのハーバード大学付属のフォッグ美術館に所蔵されている。また水彩画のヴァリアントがパリのルーヴル美術館と、個人のコレクションに所蔵されている。

## 制作背景

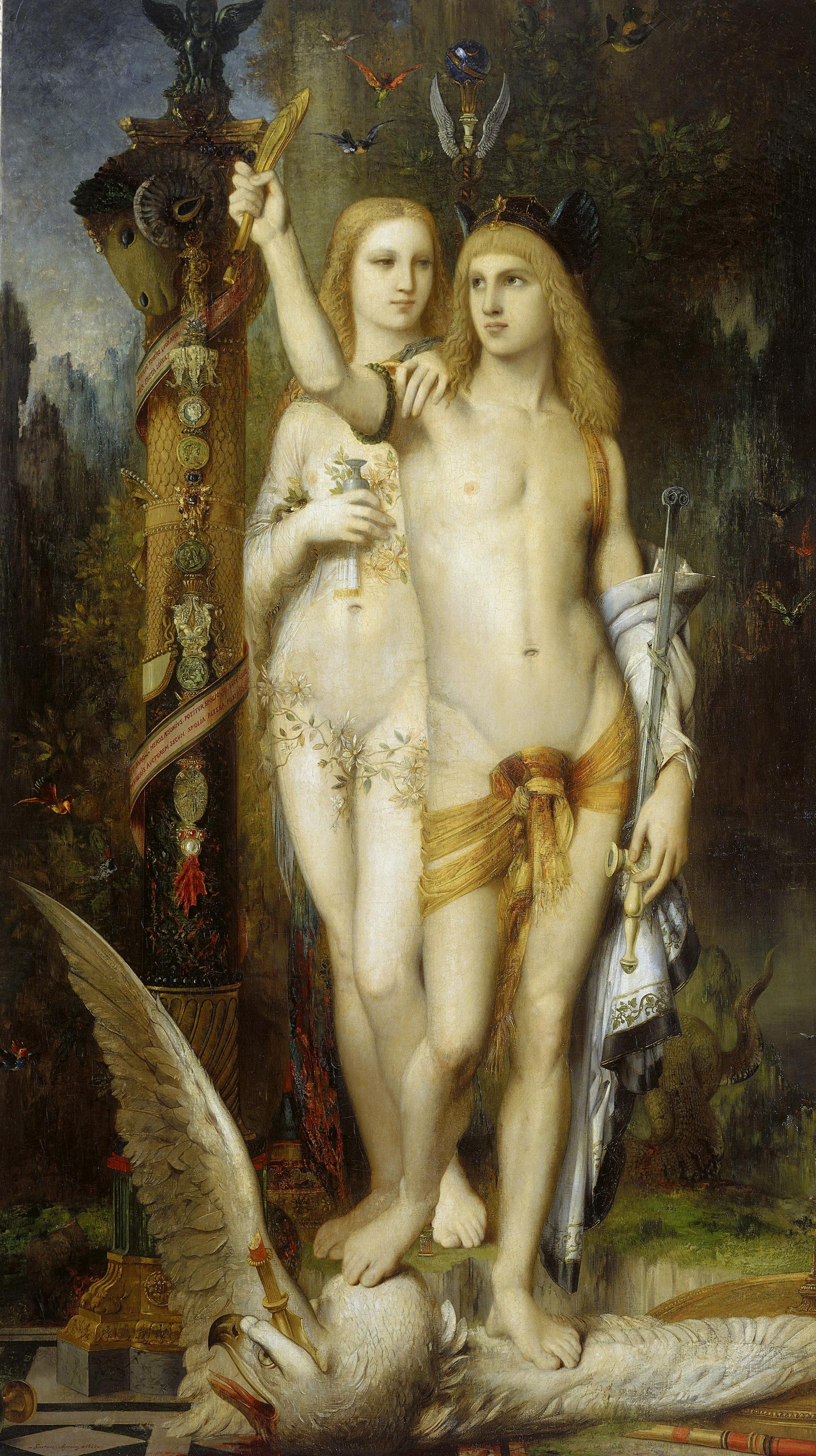
ギリシア神話の英雄イアソンと魔女メデイアを描いた『イアソン』。オルセー美術館所蔵。

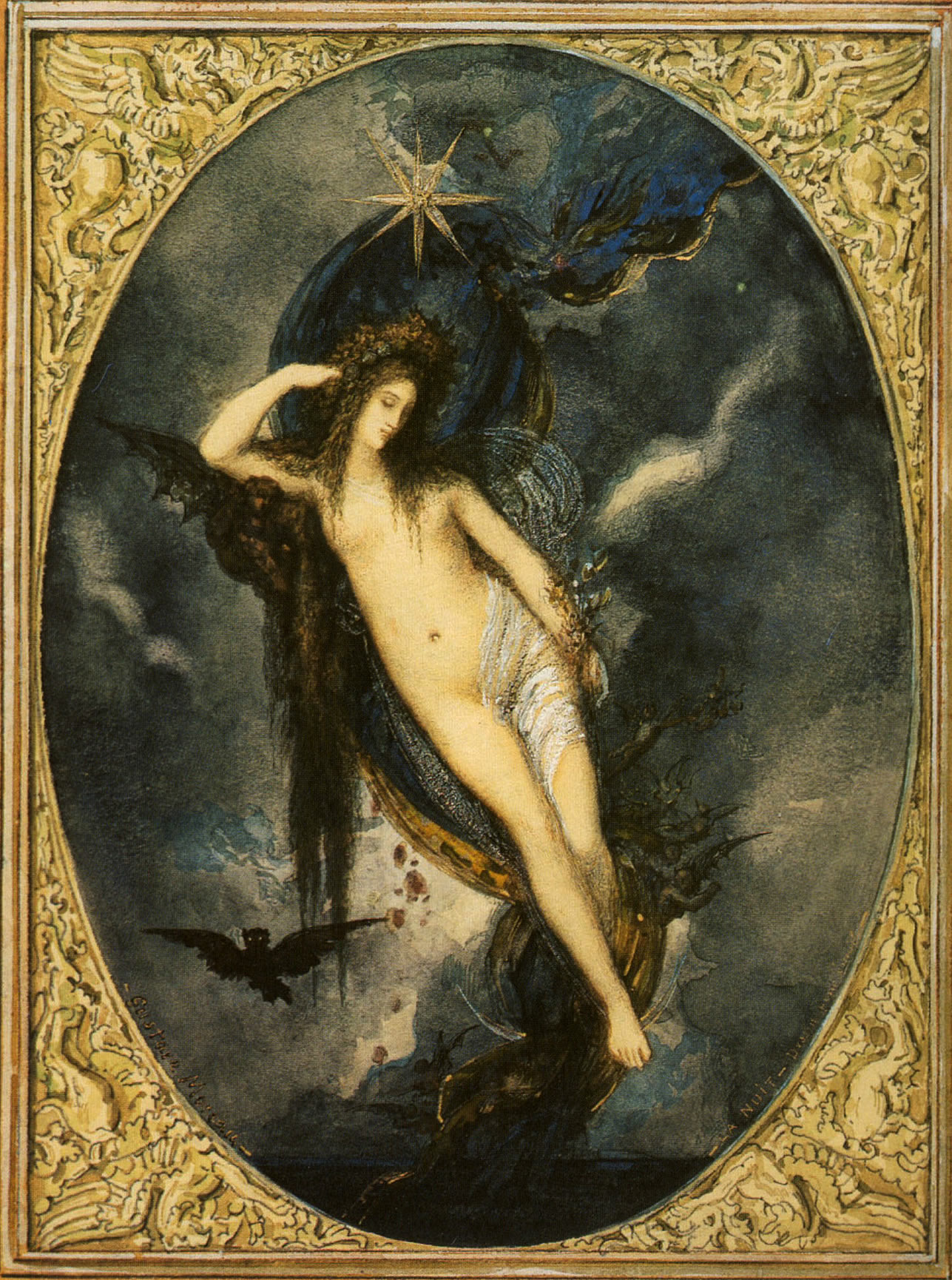
1880年頃の水彩画『夜』。プーシキン美術館所蔵。

画家テオドール・シャセリオーはわずか11歳にして新古典主義の画家ドミニク・アングルの門下生となり、16歳でサロンデビューを果たした才能ある画家である。しかしロマン主義の画家ウジェーヌ・ドラクロワに傾倒したシャセリオーは、芸術的葛藤を抱えながら、独自の画風を模索した。モローはシャセリオーが1848年に完成させた会計検査院の大階段室壁画に感銘を受け、国立美術学校を退学するにあたり、シャセリオーの壁画を父に見せて説得した。さらにアトリエを借りてシャセリオーと親交を深めた。晩年、モローは画家アリ・ルナンに、自分がシャセリオーに忠実であったことは芸術に関心ある者たちの間でよく知られていると語っている。このシャセリオーが37歳の若さで死去したのは1856年10月のことである。モローはすぐさまシャセリオーをオマージュした作品の制作を開始しており、友人の画家ウジェーヌ・フロマンタンに宛てた1856年12月8日の書簡の中で、作品の制作の進行状況について述べている。本作品が完成した正確な時期は不明である。モローが本作品をサロンで発表したのはシャッセリオーの死から9年が経過した1865年であった。

## 作品
シャッセリオーの面立ちを理想化した半裸の青年が、右手に黄色の水仙の花を、左手に勝利を意味する月桂冠を持ち、自らの頭上に掲げながら立っている。背後には美しい女性の姿をした「死」の擬人像が、肘をついて寝そべるかのような姿勢で浮遊している。彼女は頭をワスレナグサで飾り、瞳を閉じて、右腕に剣を抱き、左手にその切っ先と砂時計を持っている。また彼の足元には赤い翼の聖霊が座り、手に持った消えそうな松明の火を見つめている。
画面左下には「テオドール・シャッセリオーの思い出とともに」という詩句が記されている。この詩句は当時のサロンのカタログにおいても作品名の後に記されている。
長髪の青年像はルネサンス芸術の影響であり、モローが好んで描いた青年像の特徴である。青年の衣装は古代の人物であり、永遠の時を生きる存在であることを暗示し、頭上の月桂冠は芸術家としての栄光を示している。その一方で黄色の水仙は冥府の女王ペルセポネの花であると指摘されており、青年が死へと向かう存在であることが暗示されている。聖霊の持つ松明が消えかかっていることも同様に死を暗示している。これに対して「死」の擬人像の持ち物は、「時」の擬人像のアトリビュートである生命を断ち切る鎌と、時の終わりを告げる砂時計に由来している。この「死」の擬人像は晩年の大作『ユピテルとセメレ』（Jupiter et Sémélé）においても、同じアトリビュートを持った姿で描かれている。さらにモローは「死」の擬人像に瞳を閉じさせることで、彼女が死を連想させる存在であると暗に示している。同様の死の原型としての眠りのモチーフは、「夜」の擬人像を描いたプーシキン美術館の『夜』（La Nuit）でも用いられている。
彼女のポーズは『妖精とグリフォン』（Fée aux griffons）や、『アフロディテ』（Aphrodite）、『夜』など、モローの作品で頻繁に見られるものである。当初、モローが死の観念を、西洋美術におけるメメント・モリの典型的な図像である骸骨で表そうと考えていたことは、ギュスターヴ・モロー美術館に残されている素描（MGM. Des. 1914）から明らかになっている。しかしフロマンタンに宛てた1856年12月8日の書簡では、女性像に変えたいと記している。
浮遊する女性の図像の源泉については、ミケランジェロ・ブオナローティが制作したメディチ家礼拝堂のジュリアーノ・デ・メディチ廟の彫刻『夜』（La Notte）が指摘されている。実際に1860年の素描（MGM. Des. 92）において、モローは「死」をミケランジェロの彫刻を彷彿とさせる、胸を強調し、類似する頭飾りをつけた姿で描いている。さらに本作品と同様の浮遊する女性像をプーシキン美術館の『夜』に使用している。これに対してモローの研究者ルイ・マチュー（Louis Mathieu）はヒンドゥー教のヴィシュヌ神としている。
さらに、本作品の人物像や『イアソン』のポーズは、ポンペイから発見された古代の壁画に着想を得ているという指摘もある。モローは1847年から1849年のイタリア留学で、ポンペイやヘルクラネウムの壁画、モザイクなどを大量に模写している。モローはこれらの古代の図像を活用することで、シャセリオー自身が古代の壁画に明るい画家であったことを表しているという。

## 来歴

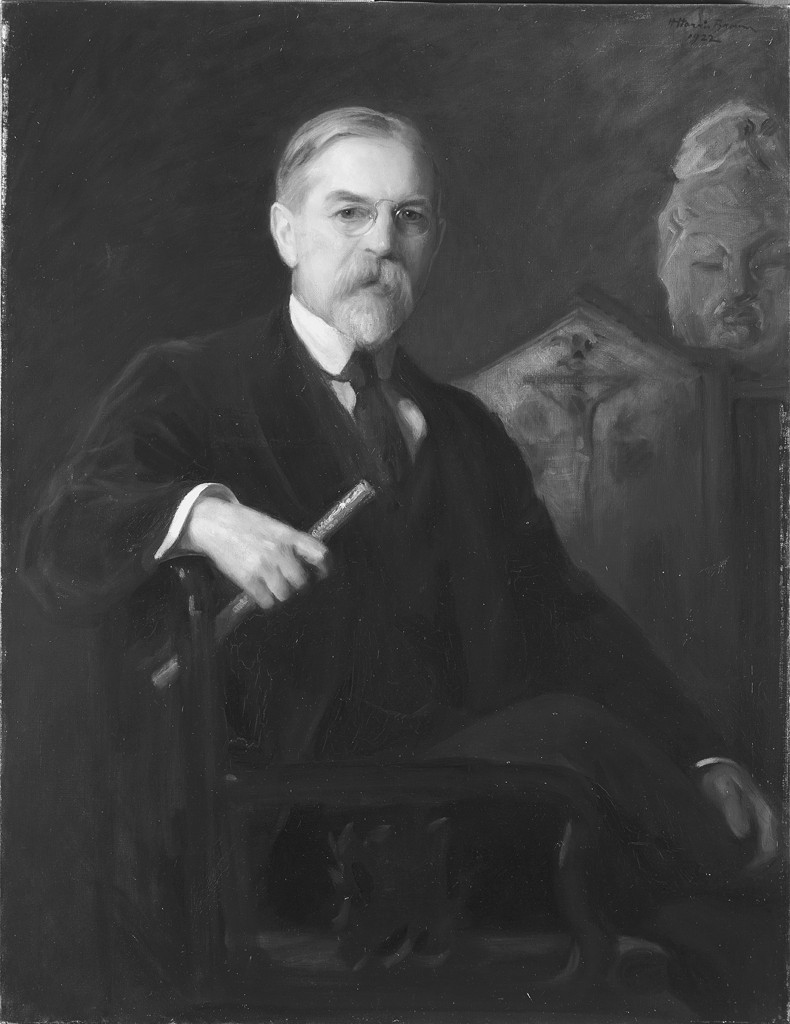
ラファエル前派のコレクターとして知られるグレンヴィル・L・ウィンスロップ。彼のコレクションには、本作品をはじめモローの作品も多く含まれていた。

完成した『若者と死』は『イアソン』とともにサロンに出品されたが、いまだ記憶に新しい人物を神格化して描いたことへの批判は避けられなかった。絵画が画家のもとを離れたのはそれから数年後の1870年のことである。その後、絵画は1889年に作曲家アルベール・カーン・ダンヴェールの手に渡った。ダンヴェール夫人は夫の死後も長年にわたり絵画を所有していたが、1920年、オテル・ドゥルオーを通じて売却。その後1935年、パリのロデレール伯爵（Count Roederer）はマーティン・バーンバウム（Martin Birnbaum）を通じてグレンヴィル・L・ウィンスロップに絵画を売却。ウィンスロップは死の前年の1942年に、絵画をフォッグ美術館に寄贈した。

## ヴァリアント
本作品は水彩画によるヴァリアントが2つ知られており、そのうちの1つはルーヴル美術館に所蔵されている。この作品は1881年頃のもので、本作品の構図や色彩をそのまま踏襲しているが、左右と特に上下の空間が広げられ、サロンで批判された青年の身体全体のバランスが修正されている。1882年に美術コレクターのシャルル・アイエムが画家本人から購入したのち、1898年のリュクサンブール美術館への寄贈を経て、1929年にルーヴル美術館に移管された。

## ギャラリー

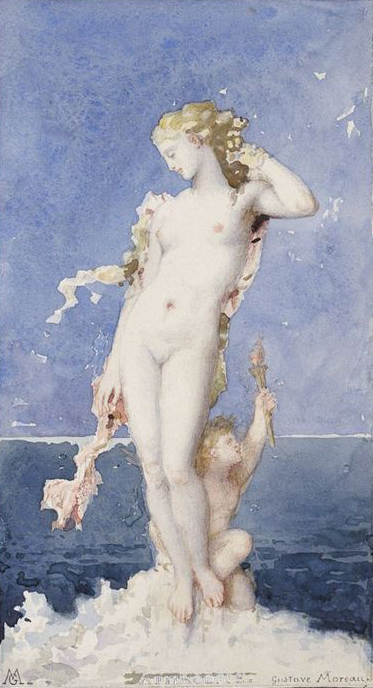
水彩画『アフロディテ』1870年頃 フォッグ美術館所蔵
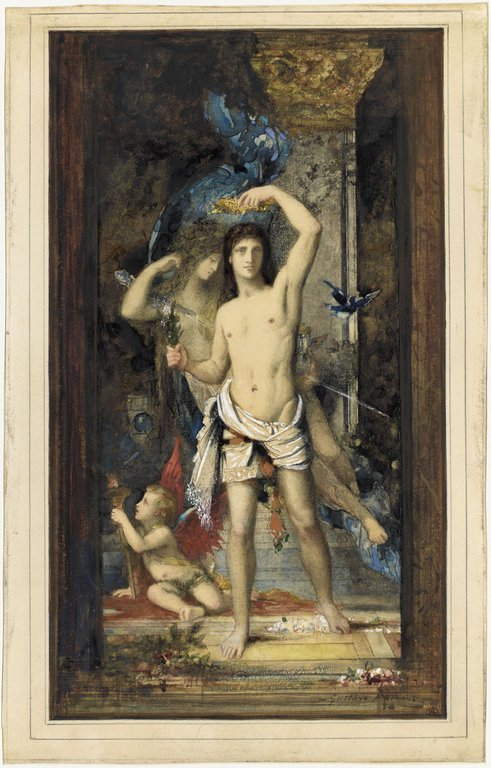
水彩画『若者と死』1881年頃 ルーヴル美術館所蔵